# Богачёв, Геннадий Александрович
Геннадий Александрович Богачёв (10 февраля 1967, Москва, СССР) — советский и российский футболист. Защитник, полузащитник.

## Карьера
Воспитанник СДЮШОР «Спартак» (Москва).
За свою карьеру выступал в советских командах «Спартак» (Москва), «Геолог» (Тюмень), «Ростсельмаш» (Ростов-на-Дону), «Асмарал» (Кисловодск), «Пресня» (Москва), «Динамо» (Ставрополь), «Интеррос»/«Техинвест-М» (Московский), «Спартак» (Щёлково), «Звезда» (Пермь), «Динамо» (Пермь), «Красава» (Пермь) и «Метафакс» (Губаха).
В 2000-01 — играющий тренер команды «Красава» (Пермь).